# Chris Hipkins
Christopher John Hipkins (nacido el 5 de septiembre de 1978) es un político neozelandés que fue el 41.º primer ministro de Nueva Zelanda, cargo que ejerció entre enero de 2023 y noviembre de 2023. Es miembro del Partido Laborista de Nueva Zelanda y ha sido diputado del Parlamento desde 2008, representando el distrito electoral de Remutaka. Antes de asumir como primer ministro, ocupó diversos cargos ministeriales en los gobiernos liderados por Jacinda Ardern, incluyendo los de Ministro de Salud, Ministro de Educación y Ministro para la Respuesta al COVID-19.

## Biografía

### Primeros años y educación
Hipkins nació en Wellington, Nueva Zelanda, hijo de Doug Hipkins y Rosemary Hipkins. Creció en el valle de Hutt y asistió al Hutt Valley Memorial College y al Hutt Valley High School. Posteriormente, estudió en la Universidad Victoria de Wellington, donde obtuvo una licenciatura en Política y Criminología.
Durante su juventud, estuvo involucrado en actividades sindicales estudiantiles y formó parte de la Asociación de Estudiantes de la Universidad Victoria, donde fue presidente en 2000.

### Carrera profesional
Antes de entrar al Parlamento, Hipkins trabajó como asesor político en el gobierno de la Primera Ministra Helen Clark. Desempeñó funciones en el Ministerio de Educación y en el Ministerio de Industria y Desarrollo Regional. También trabajó como asesor del entonces ministro de Educación, Trevor Mallard, y en la oficina de la primera ministra.

### Carrera política

#### Ingreso al Parlamento
Hipkins fue elegido al Parlamento en las elecciones generales de 2008 como candidato del Partido Laborista por el distrito electoral de Rimutaka, sucediendo a Paul Swain. Retuvo cómodamente el escaño, que más tarde sería renombrado como Remutaka, en sucesivas elecciones (2011, 2014, 2017, 2020 y 2023). Durante sus primeros años en la oposición, Hipkins fue portavoz de educación.

#### Gobierno de Jacinda Ardern
Tras la formación del gobierno de coalición encabezado por Jacinda Ardern en 2017, Hipkins fue nombrado Ministro de Educación y Ministro de Servicio Público. También asumió la cartera de Relaciones Laborales y Empleo Temporalmente en 2017 y, más tarde, la de Policía en 2020.
En julio de 2020, en el contexto de la pandemia de COVID-19, Ardern nombró a Hipkins como Ministro para la Respuesta al COVID-19, cargo desde el cual coordinó medidas sanitarias, el confinamiento de Auckland y la campaña nacional de vacunación.
En 2022 asumió brevemente el Ministerio de Salud tras la dimisión de Andrew Little.

#### Primer Ministro
En enero de 2023, Jacinda Ardern anunció su dimisión como líder del Partido Laborista y primera ministra. Hipkins emergió como candidato de consenso dentro del partido y fue confirmado como líder laborista el 22 de enero de 2023, convirtiéndose en primer ministro dos días después.
Bajo su liderazgo, el Partido Laborista enfrentó las elecciones generales de octubre de 2023. Pese a sus esfuerzos, el partido fue derrotado por una coalición liderada por el Partido Nacional. Hipkins permaneció como líder de la oposición tras la derrota electoral.

## Vida personal
Hipkins está divorciado y tiene dos hijos. Fuera de la política, se le conoce por su afición al ciclismo y las actividades al aire libre. También ha sido objeto de atención mediática por su sentido del humor y sus declaraciones coloquiales en conferencias de prensa.